# ستيفان لاسمي
ستيفان لاسمي (بالفرنسية: Stéphane Lasme)‏ مواليد 17 ديسمبر 1982 في بورت جنتيل، الغابون، هو لاعب كرة سلة غابوني. بدأ مسيرته الاحترافية في سنة 2002. تم اختياره من قبل فريق غولدن ستايت ووريورز خلال الدرافت. يلعب في دوري الرابطة الوطنية لفئة التطوير كلاعب وسط. يحمل الرقم 13. يبلغ طوله 6 قدم 8 بوصة (2.0 م).

## المسيرة الاحترافية
لعب مع غولدن ستايت ووريورز في سنة 2007، ثم لعب مع لوس أنجلوس ديفيندرز في موسم 2007–2008، ثم لعب مع ميامي هيت في سنة 2008، ثم لعب مع بارتيزان في موسم 2008–2009، ثم لعب مع مكابي تل أبيب لكرة السلة في موسم 2009–2010، ثم لعب مع أوبرادويرو لكرة السلة في الدوري الإسباني في موسم 2011–2012، ثم لعب مع باناثينايكوس من سنة 2012 إلى 2014.

## الإنجازات
- الدوري اليوناني لكرة السلة : (2013، 2014)
- كأس اليونان لكرة السلة : (2013، 2014)
- الدوري اليوناني لكرة السلة: (2013، 2014)
- كأس تركيا لكرة السلة: (2015)

## إحصائيات المسيرة

### الرابطة الوطنية لكرة السلة

#### الموسم الاعتيادي
| السنة   | الفريق              | لعب | بدأ | دقيقة | ميداني% | ثلاثية | حرة  | ارتداد | صنع | استلاب | تصدي | نقطة |
| ------- | ------------------- | --- | --- | ----- | ------- | ------ | ---- | ------ | --- | ------ | ---- | ---- |
| 2007–08 | غولدن ستايت ووريورز | 1   | 0   | .0    | .000    | .000   | .000 | .0     | .0  | .0     | .0   | .0   |
| 2007–08 | ميامي هيت           | 15  | 4   | 20.2  | .451    | .000   | .594 | 3.5    | .2  | .9     | 1.5  | 5.5  |
| المسيرة |                     | 16  | 4   | 18.9  | .451    | .000   | .594 | 3.3    | .2  | .8     | 1.4  | 5.2  |

### بطولات الدوري المحلية
| الموسم  | الفريق                       | الدوري                            | لعب | دقيقة | ميداني% | ثلاثية | حرة  | ارتداد | صنع | SPG | تصدي | نقطة |
| ------- | ---------------------------- | --------------------------------- | --- | ----- | ------- | ------ | ---- | ------ | --- | --- | ---- | ---- |
| 2007–08 | لوس أنجلوس ديفيندرز          | دوري الرابطة الوطنية لفئة التطوير | 37  | 28.6  | .521    | --     | .755 | 7.3    | 1.2 | 1.0 | 2.6  | 10.4 |
| 2008–09 | نادي بارتيزان لكرة السلة     | الدوري الأدرياتيكي                | 28  | 25.1  | .563    | .250   | .713 | 6.5    | 1.1 | 1.0 | 1.6  | 11.3 |
| 2008–09 | نادي بارتيزان لكرة السلة     | الدوري الصربي لكرة السلة          | 15  | 23.7  | .548    | .400   | .809 | 7.4    | 1.3 | .9  | 1.5  | 10.7 |
| 2009–10 | مكابي تل أبيب لكرة السلة     | الدوري الإسرائيلي                 | 24  | 19.0  | .642    | .000   | .703 | 4.5    | .9  | .5  | 1.7  | 8.8  |
| 2010–11 | مين ريد كلوز                 | دوري الرابطة الوطنية لفئة التطوير | 10  | 20.1  | .449    | .143   | .622 | 6.0    | .7  | .7  | .8   | 7.0  |
| 2011–12 | أوبرادويرو لكرة السلة        | الدوري الإسباني لكرة السلة        | 34  | 27.1  | .506    | .143   | .721 | 6.3    | .8  | .7  | 1.9  | 10.9 |
| 2012–13 | نادي باناثينايكوس لكرة السلة | الدوري اليوناني لكرة السلة        | 32  | 20.1  | .626    | --     | .697 | 5.4    | .8  | .5  | 1.2  | 9.8  |
| 2013–14 | نادي باناثينايكوس لكرة السلة | الدوري اليوناني لكرة السلة        | 33  | 19.6  | .619    | --     | .764 | 5.0    | .8  | .6  | .7   | 10.7 |
| 2014–15 | نادي أنادولو إفيس لكرة السلة | الدوري التركي لكرة السلة          | 36  | 22.3  | .606    | .600   | .800 | 5.3    | 1.1 | .9  | 1.3  | 9.6  |

### الدوري الأوروبي
| السنة   | الفريق                       | لعب | بدأ | دقيقة | ميداني% | ثلاثية | حرة  | ارتداد | صنع | استلاب | تصدي | نقطة | أداء |
| ------- | ---------------------------- | --- | --- | ----- | ------- | ------ | ---- | ------ | --- | ------ | ---- | ---- | ---- |
| 2008–09 | نادي بارتيزان لكرة السلة     | 19  | 9   | 23.6  | .496    | .222   | .691 | 6.6    | .7  | .9     | 1.5  | 10.6 | 13.4 |
| 2009–10 | مكابي تل أبيب لكرة السلة     | 20  | 9   | 18.8  | .461    | .000   | .706 | 4.4    | .9  | 1.0    | 1.4  | 6.5  | 8.2  |
| 2012–13 | نادي باناثينايكوس لكرة السلة | 28  | 9   | 23.9  | .571    | .000   | .767 | 6.1    | .5  | .4     | 1.9  | 10.0 | 12.9 |
| 2013–14 | نادي باناثينايكوس لكرة السلة | 28  | 25  | 21.1  | .515    | .000   | .825 | 4.8    | .6  | .8     | 1.0  | 8.9  | 10.5 |
| 2014–15 | نادي أنادولو إفيس لكرة السلة | 27  | 16  | 19.5  | .510    | .000   | .595 | 3.9    | 1.0 | .7     | .8   | 6.7  | 7.2  |
| المسيرة |                              | 122 | 68  | 21.8  | .518    | .143   | .735 | 5.1    | .7  | .7     | 1.3  | 8.5  | 10.4 |

## روابط خارجية
- ستيفان لاسمي على موقع الاتحاد الدولي لكرة السلة (الإنجليزية)
- ستيفان لاسمي على موقع الدوري الأوروبي لكرة السلة (الإنجليزية)
- ستيفان لاسمي على موقع إن بي أي (الإنجليزية)
- ستيفان لاسمي على موقع سبورتس رفرنس (الإنجليزية)
- ستيفان لاسمي على موقع الدوري الإسباني لكرة السلة (الإسبانية)
- ستيفان لاسمي على موقع كرة السلة الأوروبية.كوم (الإنجليزية)
- ستيفان لاسمي على موقع DraftExpress.com (الإنجليزية)
- ستيفان لاسمي على موقع كلية كرة السلة في سبورتس رفرنس.كوم (الإنجليزية)
- ستيفان لاسمي على موقع ريلجم (الإنجليزية)
- ستيفان لاسمي على موقع بروبوليرز (الإنجليزية)